# Digitaria phaeothrix
Digitaria phaeothrix là một loài thực vật có hoa trong họ Hòa thảo. Loài này được (Trin.) Parodi mô tả khoa học đầu tiên năm 1928.